# Britt
Britt és una població dels Estats Units a l'estat d'Iowa. Segons el cens del 2000 tenia 2.052 habitants.

## Demografia
Segons el cens del 2000, Britt tenia 2.052 habitants, 873 habitatges, i 552 famílies. La densitat de població era de 649,4 habitants per km².
Dels 873 habitatges en un 28,1% hi vivien nens de menys de 18 anys, en un 53,4% hi vivien parelles casades, en un 7% dones solteres, i en un 36,7% no eren unitats familiars. En el 34,1% dels habitatges hi vivien persones soles el 19% de les quals corresponia a persones de 65 anys o més que vivien soles. El nombre mitjà de persones vivint en cada habitatge era de 2,28 i el nombre mitjà de persones que vivien en cada família era de 2,93.
Per edats la població es repartia de la següent manera: un 24,3% tenia menys de 18 anys, un 6,3% entre 18 i 24, un 23,4% entre 25 i 44, un 21,2% de 45 a 60 i un 24,8% 65 anys o més.
L'edat mediana era de 42 anys. Per cada 100 dones de 18 o més anys hi havia 83,1 homes.
La renda mediana per habitatge era de 33.150 $ i la renda mediana per família de 41.495 $. Els homes tenien una renda mediana de 28.027 $ mentre que les dones 20.611 $. La renda per capita de la població era de 16.130 $. Entorn del 5,7% de les famílies i el 8,2% de la població estaven per davall del llindar de pobresa.

## Poblacions més properes
El següent diagrama mostra les poblacions més properes.